# Daxter
Pour l'un des personnages, voir Daxter (personnage).
 (janvier 2019).
Si vous disposez d'ouvrages ou d'articles de référence ou si vous connaissez des sites web de qualité traitant du thème abordé ici, merci de compléter l'article en donnant les références utiles à sa vérifiabilité et en les liant à la section « Notes et références ».
Daxter est un jeu vidéo de plates-formes développé par Ready at Dawn Studios et édité par Sony Computer Entertainment en 2006 sur PlayStation Portable.
Le jeu fait partie de la série Jak and Daxter.

## Histoire
Le jeu se déroule durant le dernier mois de l’ellipse de deux ans dans la séquence d’ouverture de Jak II : Hors-la-loi, entre le moment où Jak est détenu prisonnier par les Grenagardes et le moment où Daxter vient le délivrer de la Forteresse Grenagarde.
L’introduction montre Jak se faire capturer pendant que Daxter réussit à s’échapper. Après presque deux ans sans réussir à sauver Jak, Daxter a complètement oublié de secourir son ami. Un vieil homme nommé Osmo, que Daxter a rencontré, l’engage comme exterminateur. Son travail est d’exterminer une race d’insectes nommés « Metal Bugs » dans chaque coin de la ville d’Abriville. Il doit également tuer les deux reines-ruches Metal Bug malheureusement difficiles à tuer car elles peuvent le piétiner ou le tuer avec leur attaque unique.
Après quelques missions, Daxter trouve son ami Jak dans un Zoomer de la prison et se lance donc dans une mission de libération. Cependant, il est piégé par les Grenagardes et est secouru par Ximon, le fils d'Osmo. Il s’infiltre ensuite dans le palais du Baron Praxis et vole la carte de la prison où Jak est détenu. De retour à la boutique d’extermination, un acolyte arthropode acquis par Daxter plus tôt est tué par Kaeden, un homme cruel qui semble vouloir s’emparer de la boutique d’Osmo, alors qu’en réalité il travaille pour un homme que Jak et Daxter rencontreront dans le jeu Jak II : Hors-la-loi.
Quand Daxter tente d’empêcher Kaeden de s’échapper, Kaeden fait soudain exploser la boutique avec une bombe placée dans le magasin plus tôt. Daxter et Osmo survivent, et Daxter promet d’arrêter Kaeden, mais seulement après avoir sauvé Jak. Daxter trouve finalement Kaeden, qui se révèle être un gigantesque Metal Bug, mais il est ensuite battu par Daxter, jurant avant de mourir que son maître réussira à détruire cette ville (ce qui se produit partiellement). Daxter infiltre ensuite la prison et sauve Jak.
À la fin, le jeu entier se révèle être une histoire vraie racontée par Daxter à Jak et ses amis au bar.

## Système de jeu
Daxter est un jeu de plateforme action à à la troisième personne dans lequel le joueur contrôle le personnage de Daxter.
Pour attaquer, le joueur possède une tapette électrique et un pulvérisateur dont le réservoir se vide après utilisation. Ce dernier peut également permettre au joueur de planer pendant quelques instants.

## Développement
Il s'agit du premier jeu développé par le studio Ready at Dawn Studios ainsi qu'un dérivé des jeux Jak and Daxter développés par le studio Naughty Dog sur la PlayStation 2,. 
Un portage du jeu sur PlayStation 2 avec une sortie courant 2008 a été envisagée mais n'a toutefois jamais vu le jour[réf. nécessaire].